# مشاوره فناوری اطلاعات
مشاوره فناوری اطلاعات (به انگلیسی: Information technology consulting) شاخه‌ای از خدمات مشاوره است، که بر راهنمایی صاحبان کسب‌وکار، در نحوه استفاده از فناوری اطلاعات، جهت رسیدن به اهداف کاری و سازمانی تمرکز دارد. مشاوران فناوری اطلاعات علاوه بر برنامه‌ریزی راهبردی، اغلب خدماتی از قبیل برآورد، کنترل، پیاده‌سازی، توسعه و اداره سیستم‌های اطلاعاتی را نیز برای صاحبان مشاغل به صورت خدمات برون‌سپاری انجام می‌دهند.

## تقسیمات
کسب‌وکار مشاوره فناوری اطلاعات را می‌توان به چهار بخش کلی تقسیم نمود:
- خدمات حرفه‌ای: زمینه‌هایی که دارای تعداد زیادی نیروی کار حرفه‌ای بوده و هزینه این نوع خدمات نیز زیاد می‌باشد.
- تأمین نیروی انسانی: تأمین‌کننده نیازهای مشاغل به‌طور موقت که اغلب در غیاب نیروهای کار اصلی، کمبود دانش فنی یا پروژه‌های تخصصی، ارائه می‌گردد.
- مشاوران مستقل: که به‌طور شخصی یا به عنوان کارمند یک مؤسسه تأمین نیرو یا به عنوان یک پیمانکار مستقل، مشغول به فعالیت هستند.
- مشاوران امنیت اطلاعات.

## خدمات
از خدمات مشاوران به دلایل مختلفی استفاده می‌شود:
- به دست آوردن راهکارهایی هدفمند در خارج از مؤسسه.
- استفاده از تجربیات ویژه یک مشاور.
- استفاده از خدمات موقت یک مشاور در طول پروژه‌ای که فقط یکبار اجرا خواهد شد و نیاز به استخدام پرسنل تمام وقت ندارد.
- برای برون‌سپاری تمام یا بخشی از یک پروژه فناوری اطلاعات.

## پنج اصل اساسی
پنج اصل اساسی مشاوره فناوری اطلاعات:
- تمرکز بر رابطه: درک شخصیت و انتظارات کارفرما، سازمان و سایر ذینفعان.
- تعریف و تفکیک شرح وظایف: تعریف واضح نقش‌ها و مسئولیت‌های کارفرما، سایر ذینفعان پروژه و مشاور.
- تجسم هدف: کمک به کارفرما تا از نتیجه نهایی پروژه، در ابتدای کار مطلع باشد.
- توصیه مشاور و تصمیم‌گیری کارفرما.
- توجه داشتن به نتایج: اطمینان از اینکه راه‌حل‌های توصیه شده انتظارات و نگرانی‌های کارفرما، آموزش‌ها، پیاده‌سازی و ضوابط نگهداری را برآورده می‌کند.

## پیش نیازها و موانع
وقتیکه صاحب یک کسب و کار، احتیاجاتی را برای ارتقاء وضعیت کسب و کار به مرحله‌ای بالاتر تعریف می‌کند، یک تصمیم گیرنده، دامنه، هزینه و محدوده زمانی را برای این مسئله تعریف می‌کند. نقش شرکت مشاور فناوری اطلاعات این است که به پرورش و حمایت از کارفرما از اولین مراحل تا به پایان ادامه دهد و نه تنها پروژه را به محدوده، زمان و هزینه مورد نظر برساند، بلکه نهایت رضایت مشتری را نیز فراهم آورد.

## هدف‌گذاری و برنامه‌ریزی
مشکل همیشگی این است که مالک یک کسب و کار تا زمان شروع، اطلاعی از جزئیات اینکه محصول نهایی پروژه چیست ندارد. در خیلی مواقع تلاش‌های بیشتر در بعضی پروژه‌ها باعث از بین رفتن مقدار زیادی بودجه می‌شود. مشکل بزرگتر این است که مبنای ارزیابی مدیرانی که مسئولیت مدیریت پروژه برعهده آن گذاشته شده‌است مبهم باشد. در این حالت پاسخگو نگهداشتن آن مدیر در برابر اقداماتش مشکل خواهد بود.

## فرایند کسب‌وکار و طراحی سیستم
هدف و دامنه یک پروژه قویأ به فرایندهای انتخاب شده کسب و کار و محصولات حاصل از پروژه مرتبط و وابسته است. براساس اینکه آیا پروژه باعث ایجاد محصول جدیدی خواهد شد یا اینکه بخش‌های غیر سودآور آن کسب و کار را متوقف خواهدنمود، این تغییرات تأثیراتی بر فرایندهای کسب و کار و سیستم‌های آن خواهد داشت. همان‌طور که یک معمار ابتدا باید نقشه پایه‌های یک ساختمان را طراحی کند، (مستندسازی) فرایندهای کسب و کارا و نیازمندی‌های سیستم نیز پایه‌های "'هدف‌گذاری پروژه "' هستند.